# Bytholeucon ultraabyssalis
Bytholeucon ultraabyssalis is een zeekommasoort uit de familie van de Leuconidae. De wetenschappelijke naam van de soort is voor het eerst geldig gepubliceerd in 1987 door Gamo.